# 동문로 (경주시)
동문로(Dongmun-ro)는 대한민국의 경상북도 경주시 성동동에서 시작하여, 성건동을 거쳐 연결하는 도로이다.

## 노선 경로
| 이름             | 접속 노선 | 비고 |
| ---------------- | --------- | ---- |
| KT삼거리         | 화랑로    |      |
| 네거리 명칭 미상 | 북성로    |      |
| 네거리 명칭 미상 | 북문로    |      |
| 네거리 명칭 미상 | 알천남로  |      |

## 주요 건물 및 시설
| 표기 | 건물명                        | 도로명주소                              |
| ---- | ----------------------------- | --------------------------------------- |
| 짝수 | 한국방송통신대학 경주시학습관 | 경상북도 경주시 동문로 40-2 (성동동)    |
| 짝수 | 하이츠빌                      | 경상북도 경주시 동문로 48-3 (성동동)    |
| 짝수 | 원흥사포교원                  | 경상북도 경주시 동문로 52-1 (성동동)    |
| 짝수 | 흥성빌라                      | 경상북도 경주시 동문로 52-6·11 (성동동) |
| 짝수 | 수송아파트                    | 경상북도 경주시 동문로 54 (성동동)      |
| 짝수 | 조은상가맨션                  | 경상북도 경주시 동문로 58 (성동동)      |
| 짝수 | 장미동산타워                  | 경상북도 경주시 동문로 68 (성동동)      |
| 짝수 | 조은맨션                      | 경상북도 경주시 동문로 78 (성동동)      |